# Премія Пазінетті
Премія Франческо Пазінетті, більше знана як Премія Пазінетті (італ. Premio Francesco Pasinetti, Premio Pasinetti) — кінематографічна нагорода, заснована у 1958 році Італійським національним синдикатом кіножурналістів (італ. Sindacato Nazionale Giornalisti Cinematografici Italiani, SNGCI). Названа на честь італійського кінокритика, сценариста і кінорежисера Франческо Пазінетті (1911—1949). Її присуджують журналісти, члени SNGCI, акредитовані на кінофестивалі у Венеції за найкращий фільм та найкращим кінематографістам, яких обирають в усіх секціях кінофоруму.

## Лауреати

### Найкращий фільм
| Рік  | Основна конкурсна програма                                                   | Паралельні секції |
| ---- | ---------------------------------------------------------------------------- | --- |
| 1958 | Дівиця Розмарі / Das Mädchen Rosemarie, реж. Рольф Тіле                      | - Сунична галявина / Smultronstället, реж. Інгмар Бергман - Весілля і немовлята / Weddings and Babies, реж. Моріс Енджел |
| 1959 | Обличчя / Ansiktet, реж. Інгмар Бергман                                      | Повертайся, Африко / Come Back, Africa (док.), реж. Лайонел Рогозін                                                      |
| 1960 | Доля людська / реж. Масакі Кобаясі                                           | Тіні / Shadows , реж. Джон Кассаветіс                                                                                    |
| 1961 | Мир тому, хто входить / Мир входящему, реж. Олександр Алов, Володимир Наумов | Вакантне місце / Il posto, реж. Ерманно Ольмі                                                                            |
| 1962 | Жити своїм життям / Vivre sa vie: Film en douze tableaux, реж. Жан-Люк Годар | Людина, яку потрібно знищити / Un uomo da bruciare, реж. Валентіно Орсіні, Паоло і Вітторіо Тавіані                      |
| 1963 | Згасаючий вогник / Le feu follet, реж. Луї Маль                              | Терорист / Il terrorista, реж. Джанфранко де Бозіо                                                                       |
| 1964 | Життя навиворіт / La vie à l'envers, реж. Ален Жессюа                        | Пасажирка / Pasazerka, реж. Анджей Мунк, Вітольд Лесевич                                                                 |
| 1967 | Денна красуня / Belle de jour, реж. Луїс Бунюель                             | Мушетт / Mouchette, реж. Робер Брессон                                                                                   |
| 1968 | Обличчя / Faces, реж. Джон Кассаветіс                                        | — |

| Рік  | Найкращий іноземний фільм                                    | Найкращий італійський фільм                                    |
| ---- | ------------------------------------------------------------ | -------------------------------------------------------------- |
| 1969 | Честь і слава / Cest a sláva, реж. Гінек Бочан               | Сатирикон Фелліні / Fellini - Satyricon, реж. Федеріко Фелліні |
| 1970 | Ванда / Wanda, реж. Барбара Лоден                            | Клоуни / I clowns (т/ф), реж. Федеріко Фелліні                 |
| 1971 | Дияволи / The Devils, реж. Кен Расселл                       | Відпустка / Tinto Brass, реж. Тінто Брасс                      |
| 1972 | Механічний апельсин / A Clockwork Orange, реж. Стенлі Кубрик | —                                                              |

| Рік  | Найкращий фільм                                                                                         |
| ---- | --- |
| 1979 | Осінній марафон / Осенний марафон, реж. Георгій Данелія Святий Джек / Saint Jack, реж. Пітер Богданович |
| 1980 | Сини вітру (док.) / Aulad el rih — Les enfants du vent , реж. Брахім Тсакі                              |
| 1981 | Принц міста / Prince of the City , реж. Сідні Люмет                                                     |
| 1982 | Імператив / Imperativ , реж. Кшиштоф Зануссі                                                            |
| 1983 | Зеліґ / Zelig, реж. Вуді Аллен                                                                          |
| 1984 | Рік спокійного сонця / Rok spokojnego slonca, реж. Кшиштоф Зануссі                                      |
| 1985 | Танго, Гардель у вигнанні / El exilio de Gardel: Tangos, реж. Фернандо Э. Соланас                       |
| 1986 | Близько півночі / Round Midnight, реж. Бертран Таверньє                                                 |
| 1987 | Гральний дім / House of Games, реж. Девід Мемет                                                         |
| 1988 | Пейзаж у тумані / Τοπίο στην ομίχλη / Topio stin omichli, реж. Тодорос Ангелопулос                      |
| 1989 | Я хочу додому / I Want to Go Home, реж. Ален Рене                                                       |
| 1990 | Містер і місіс Брідж / Mr. & Mrs. Bridge, реж. Джеймс Айворі                                            |
| 1991 | Урга / Урга, реж. Микита Михалков                                                                       |
| 1992 | Полювання на метеликів / La chasse aux papillons, реж. Отар Іоселіані                                   |
| 1993 | Короткий монтаж / Short Cuts, реж. Роберт Альтман                                                       |
| 1994 | Америка / Lamerica , реж. Джанні Амеліо                                                                 |
| 1995 | Божественна комедія / A Comédia de Deus, реж. Жуан Сезар Монтейру                                       |
| 1996 | Портрет леді / The Portrait of a Lady, реж. Джейн Кемпіон                                               |
| 1997 | Навколо місяця між землею і морем / Giro di lune tra terra e mare, реж. Джузеппе М. Гаудіно             |
| 1998 | премія не присуджувалася                                                                                |
| 1999 | Хороша людина / Un uomo perbene, реж. Маурицио Дзаккаро                                                 |
| 2000 | Сто кроків / I cento passi, реж. Марко Тулліо Джордана                                                  |
| 2001 | Таємне голосування / Raye makhfi , реж. Бабак Паямі                                                     |
| 2002 | Максимальна швидкість / Velocità massima, реж. Данієль Вікарі                                           |
| 2003 | премія не присуджувалася                                                                                |
| 2004 | Ключі від будинку / Le Chiavi di casa , реж. Джанні Амеліо                                              |

| Рік  | Основна конкурсна програма                                           | Паралельні секції |
| ---- | -------------------------------------------------------------------- | --- |
| 2005 | Доброї ночі та удачі / Good Night, and Good Luck., реж. Джордж Клуні | Еліо Петрі: Замітки режисера док. / Elio Petri... appunti su un autore, реж. Федеріко Баччі, Ніколя Гварнері, Стефано Леоне Техас / Texas, реж. Фаусто Паравідіно |

| Рік  | Найкращий фільм                                                                  |
| ---- | -------------------------------------------------------------------------------- |
| 2006 | Новий світ / Nuovomondo, реж. Еммануеле Кріалезе                                 |
| 2007 | Не думай про це / Non pensarci, реж. Джанні Дзанасі                              |
| 2008 | Святковий обід спекотним літом / Pranzo di ferragosto, реж. Джованні ді Грегоріо |
| 2009 | Білий простір / Lo spazio bianco, реж. Франческа Коменчіні                       |
| 2010 | Двадцять сигарет / 20 sigarette, реж. Ауреліо Амадей                             |
| 2011 | Материк / Terraferma, реж. Емануеле Кріалезе                                     |

| Рік  | Найкращий фільм                                   | Найкращий документальний фільм                         |
| ---- | ------------------------------------------------- | ------------------------------------------------------ |
| 2012 | Перерва / L'intervallo, реж. Леонардо ді Костанзо | Цукровий корабель / La nave dolce, реж. Данієль Вікарі |

| Рік  | Найкращий фільм                                           |
| ---- | --------------------------------------------------------- |
| 2013 | Зупинене життя / Still Life, реж. Уберто Пазоліні         |
| 2014 | Чорні душі / Anime nere, реж. Франческо Мунці             |
| 2015 | Не будь злим / Non essere cattivo , реж. Клаудіо Калігарі |
| 2016 | Нерозлучні / Indivisibili, реж. Едоардо де Анджеліс       |
| 2018 | Капрі-революція / Capri-Revolution, реж. Маріо мартоне    |

### Найкращий актор / акторка
| Рік   | Найкращий актор | Найкраща акторка |
| ----- | --- | --- |
| 1979  | Євген Леонов / Осінній марафон (Осенний марафон) | Нобуко Отова / Ті, що пішли (Kousatsu) |
| 1980  | Джордж Бернс, Арт Карні, Лі Страсберг / Красиво піти (Going in Style )                                                                                     | Лів Ульман / Захоплення Річарда (Richard's Things) |
| 1981  | Роберт Дюваль / Тайни сповіді (True Confessions ) | Ліл Терселіус / Полювання на відьом (Forfølgelsen) |
| 1982  | Макс фон Сюдов / Політ орла (Ingenjör Andrées luftfärd) | Сьюзен Серендон / Буря (Tempest) |
| 1983  | Карло Делле П'яне / Студентський похід (Una gita scolastica)                                                                                               | Дарлінг Лежітімю / Алея чорних халуп (Rue cases nègres) |
| 1984  | Фернандо Фернан Гомес / Ходулі ( Los zancos) | Клаудія Кардинале / Кларетта (Claretta) |
| 1985  | Роберт Дюваль / Плавучий маяк (The Lightship) | Барбара де Россі / Мама Ебе (Mamma Ebe ) |
| 1986  | Вальтер К'ярі / Роман (Romance) | Марі Рів'єр / Зелений промінь (Le rayon vert) |
| 1987  | Джан Марія Волонте / Хлопець із Калабрії (Un ragazzo di Calabria)                                                                                          | Меліта Юришич / Історія Рубі Роуз (The Tale of Ruby Rose)                                                                                                  |
| 1988  | Дон Амічі / Все змінюється (Things Change) | Орнелла Муті / Власний код (Codice privato) |
| 1989  | Массімо Троізі / Котра година? (Che ora è?) | Пеггі Ешкрофт / Вона була далеко (She's Been Away) |
| 1990  | Річард Дрейфус / Розенкранц і Гільденстерн мертві (Rosencrantz & Guildenstern Are Dead )                                                                   | Стефанія Сандреллі / Африканка (L'africana) |
| 1991  | Вітторіо Меццоджорно / Крик каменю (Cerro Torre: Schrei aus Stein)                                                                                         | Мерседес Руель / Король-рибалка (The Fisher King) |
| 1992  | Карло Чеккі / Смерть неаполітанського математика (Morte di un matematico napoletano)                                                                       | Еммануель Беар / Крижане серце (Un coeur en hiver) |
| 1993  | Фабріціо Бентівольо / Розділена душа (Un'anima divisa in due)                                                                                              | Жульєт Бінош / Три кольори: Синій (Trois couleurs: Bleu)                                                                                                   |
| 1994  | Раде Шербеджія / Перед дощем (Before the Rain) | Дульєтт Льюїс / Природжені вбивці (Natural Born Killers)                                                                                                   |
| 1995  | Серджо Кастеллітто / Фабрика зірок (L'uomo delle stelle)                                                                                                   | Сандрін Боннер та Ізабель Юппер / Церемонія ( La cérémonie)                                                                                                |
| 1996  | Фабріціо Бентівольо / П'янезе Нунціо: 14 років у травні (Pianese Nunzio, 14 anni a maggio)                                                                 | Тереза Ґріґарова / Весна на велосипеді (Vesna va veloce)                                                                                                   |
| 1997  | Едоардо Габбріелліні / Круті яйця (Ovosodo) | Емма Томпсон / Зимовий гість (The Winter Guest) |
| 1998  | Кім Россі Стюарт / Едемський сад (I giardini dell'Eden) | Джованна Меццоджорно / Втрачене кохання (Del perduto amore)                                                                                                |
| 1999  | Серджі Лопес / Порнографічні зв'язки (Une liaison pornographique)                                                                                          | Валерія Бруні-Тедескі / Знічев'я (Rien à faire) |
| 2000  | Фабріціо Бентівольо та Антоніо Альбанезе / Мова Святого (La lingua del santo)                                                                              | акторський склад / Коло (دایره, Dayereh) |
| 2001  | Луїджі Ло Кашио / Світло моїх очей (Luce dei miei occhi )                                                                                                  | Сандра Чеккареллі / Світло моїх очей (Luce dei miei occhi)                                                                                                 |
| 2002  | премія не присуджувалася | премія не присуджувалася |
| 2003  | Роберто Герліцка / Здрастуй, ноче (Buongiorno, notte) | Майя Санса / Здрастуй, ноче (Buongiorno, notte) |
| 2004  | Кім Россі Стюарт / Ключі від будинку (') | Валерія Бруні-Тедескі / 5x2 |
| 2005  | премія не присуджувалася | премія не присуджувалася |
| 2006  | Серджо Кастеллітто / Загублена зірка (La stella che non c'è)                                                                                               | Лаура Моранте / Серця (Coeurs) |
| 2007  | Тоні Сервілло / Дівчина біля озера (La ragazza del lago )                                                                                                  | Валерія Соларіно / Вальс (Valzer) |
| 2008  | Сільвіо Орландо / Тато Джованни (Il papà di Giovanna) | Ізабелла Феррарі / Прекрасний день (Un giorno perfetto) |
| 2009  | Філіппо Тімі / Подвійна година ( La doppia ora ) | Маргеріта Бай / Білий простір (Lo spazio bianco) |
| 2010  | премія не присуджувалася | Альба Рорвахер / Самотність простих чисел (La solitudine dei numeri primi)                                                                                 |
| 20011 | премія не присуджувалася | премія не присуджувалася |
| 2012  | Валеріо Мастандреа / Еквілібристи (Gli equilibristi) | премія не присуджувалася |
| 2013  | Антоніо Альбанезе / Самотній герой (L'intrepido) | Альба Рорвахер та Єлена Котта / Вулиця в Палермо (Via Castellana Bandiera)                                                                                 |
| 2014  | Еліо Джермано / Неймовірно молода людина (Il giovane favoloso)                                                                                             | Альба Рорвахер / Голодні серця (Hungry Hearts) |
| 2015  | Лука Марінеллі / Не будь злим (Non essere cattivo) | Валерія Голіно / Заради тебе (Per amor vostro ) |
| 2016  | Мікеле Ріондіно / Мирська дівчинка (La ragazza del mondo)                                                                                                  | Сара Серайокко / Мирська дівчинка (La ragazza del mondo) Спеціальна згадка: Анджела Фонтана та Маріанна Фонтана / Нерозлучні (Indivisibili)                |
| 2017  | Джанпаоло Мореллі, Серена Россі, Клаудія Джеріні, Карло Буччироссо, Раїц , Франко Річчарді, Антоніо Буономо / Кохання і злочинний світ (Ammore e Malavita) | Джанпаоло Мореллі, Серена Россі, Клаудія Джеріні, Карло Буччироссо, Раїц , Франко Річчарді, Антоніо Буономо / Кохання і злочинний світ (Ammore e Malavita) |
| 2018  | Алессандро Боргі / На моїй шкірі (Sulla mia pelle) | Жасмін Трінка / На моїй шкірі (Sulla mia pelle ) |

### Найкращий режисер
| Рік  | Найкращий режисер  | Фільм             | Країна           |
| ---- | ------------------ | ----------------- | ---------------- |
| 2009 | Джузеппе Торнаторе | Баарія / (Baarìa) | Італія · Франція |